# Discografia di Sabrina Salerno
Questa voce elenca l'intera discografia italiana e straniera di Sabrina Salerno dal 1986 ad oggi. I dischi di Sabrina sono stati pubblicati in diversi paesi del mondo, tra cui Colombia, Cile, Canada, Romania, Iugoslavia, Corea, Brasile, Argentina, Inghilterra, Germania, Francia, Stati Uniti e Giappone.
Consistono per il mercato italiano, in 6 album, 1 EP, 26 singoli e 4 raccolte ufficiali.
La cantante risulta essere una degli artisti italiani più di successo nel mondo, con oltre 20 milioni di dischi venduti, grazie anche alla popolarità ottenuta dal brano Boys (Summertime Love), che raggiunse la terza posizione dei singoli più venduti in Inghilterra.
Nel 1989 l'artista ha inoltre conseguito un World Music Award come "Female Newcomer of the Year".

## Album in studio
- 1987 - Sabrina
- 1988 - Super Sabrina
- 1990 - Over the Pop
- 1995 - Maschio dove sei[3]
- 1999 - A Flower's Broken
- 2008 - Erase/Rewind Official Remix[4]

## Raccolte

### Raccolte ufficiali
- 1988 - Something Special (Mega Records, MRCD 3132)
- 1989 - Single Hits (Mega Records, MRCD 3148)
- 1990 - Super Remix (Casablanca Records, 846 374-2)
- 1996 - Remix 1996 (RTI Music, RTI 2017-2)

### Raccolte non ufficiali
- 1989 - Hot Girls (Perfil, CD 5237) (con Samantha Fox & Danuta)
- 1990 - Sexy Girl (Soundwings, 110.1116-2)
- 1992 - Like A Yoyo (Karussell, 511 793-2)
- 1993 - All Of Me - Sabrina Best Hits (Overseas Records, TECX-25443)
- 1993 - Like A Yoyo (Legend, WZ 90097)
- 1995 - Samantha & Sabrina! (Arcade, 3003002) (con Samantha Fox)
- 1996 - The Very Best Of (Arcade, 3009312)
- 2000 - Boys (L.T. Series, LT-5140)
- 2001 - Boys (Sony Music Media, SMM 503270 2)
- 2013 - Boys - The Best Of Sabrina (Hargent Media, HG991)

## EP
- 2010 - Call Me (con Samantha Fox)

## Singoli

### Come artista principale
- 1986 - Sexy Girl (ITA #16)
- 1987 - Lady Marmalade
- 1987 - Boys (Summertime Love) (ITA #3)
- 1987 - Hot Girl (ITA #16)
- 1988 - My Chico (ITA #1)
- 1988 - All of Me (Boy Oh Boy) (ITA #12)
- 1988 - Like a Yo-Yo (ITA #13)
- 1988 - Sex
- 1989 - Guys and Dolls
- 1989 - Doctor's Orders
- 1989 - Pirate of Love
- 1989 - Gringo (ITA #10)
- 1990 - Yeah Yeah (ITA #18)
- 1991 - Siamo donne (con Jo Squillo) (ITA #11)
- 1991 - Shadows of the Night
- 1992 - Cover Model
- 1994 - Rockawillie
- 1994 - Angel Boy
- 1995 - Fatta e rifatta
- 1999 - I Love You
- 2006 - I Feel Love (Good Sensation)
- 2008 - Erase/Rewind
- 2010 - Call Me (con Samantha Fox)
- 2014 - Colour Me
- 2018 - Voices
- 2025 - Bollente (con Ludwig)

### Come artista ospite
- 2022 - Superstars (Eva Emaus feat. Sabrina Salerno)

### Singoli promozionali
- 1991 - Dirty Boy Look
- 1995 - Maschio dove sei
- 1997 - Numeri
- 2015 - Ouragan

## Picture disc
- 1987 - Boys (Summertime Love)
- 1988 - Hot Girl
- 1987 - Super Sabrina
- 1988 - Interview (Limited Edition Made In London)
- 1988 - Something Special
- 1988 - Sex
- 1989 - Gringo
- 1990 - Yeah Yeah
- 1991 - Over The Pop
- 1991 - Shadows Of The Night
- 2010 - Call Me (con Samantha Fox)

## Videografia

### VHS
- 1989 - Live In Moscow
- 1991 - On Stage

### Video musicali
| Anno | Titolo                                                      | Regista         |
| ---- | ----------------------------------------------------------- | --------------- |
| 1986 | Sexy Girl                                                   | -               |
| 1987 | Boys (Summertime Love)                                      | Tino Colla      |
| 1987 | Hot Girl                                                    | -               |
| 1988 | All of Me (Boy Oh Boy) (Versione per il mercato europeo)    | -               |
| 1988 | All of Me (Boy Oh Boy) (Versione per il mercato britannico) | -               |
| 1988 | My Chico                                                    | -               |
| 1989 | Like a Yo-Yo                                                | -               |
| 1989 | Sex                                                         | -               |
| 1989 | Gringo                                                      | -               |
| 1990 | Yeah Yeah                                                   | -               |
| 1991 | Siamo donne                                                 | Stefano Salvati |
| 1991 | Dirty Boy Look                                              | Stefano Salvati |
| 1991 | With a Boy Like You                                         | -               |
| 1995 | Goodbye Baby                                                | -               |
| 1999 | I Love You                                                  | Stefano Salvati |
| 2008 | Erase/Rewind                                                | Mauro Lovisetto |
| 2010 | Call Me                                                     | Mauro Lovisetto |
| 2014 | Colour Me                                                   | Mauro Lovisetto |
| 2018 | Voices                                                      | Mauro Lovisetto |
| 2021 | Siamo donne x Sky Rojo                                      | YouNuts!        |
| 2022 | Superstars                                                  | Luca Tommassini |
| 2025 | Bollente                                                    | Marco Braia     |

### Apparizioni in videoclip di altri artisti
| Anno | Titolo                 | Artista                                     | Regista         |
| ---- | ---------------------- | ------------------------------------------- | --------------- |
| 1989 | Per te Armenia         | Artisti vari                                | Andrea Gianolli |
| 2011 | Boys & Girls           | Steve Forest feat. Club Dogo & Fatman Scoop | -               |
| 2013 | Boys (Summertime Love) | Sansa                                       | Mete Sasioglu   |
| 2024 | Maranza                | Il Pagante & Fabio Rovazzi                  | Andrea Gallo    |